# Mainland Premier League
Die Mainland Premier League ist eine vom neuseeländischen Fußballregionalverband Mainland Football ausgerichtete Liga. Sie umfasst Klubs aus der nördlichen Hälfte der Südinsel des Landes und ist innerhalb der Ligapyramide auf der dritten Ebene anzusehen.

## Modus
Die Liga wird von März bis August eines Jahres ausgetragen und besteht aus 8 Mannschaften. Während der 21 Spieltage spielt jede Mannschaft insgesamt drei Mal gegen jede andere. Am Ende bestreitet der Meister der Liga gegen den Meister aus der FootballSouth Premier League noch ein Finalspiel um die South Island Championship. Seit der Saison 2021 entscheidet dieses Spiel auch um den Aufstieg in die zweitklassige Southern League, innerhalb der National League.

## Bisherige Meister
| Saison | Team                |
| ------ | ------------------- |
| 1998   | Christchurch United |
| 1999   | Halswell United     |
| 2000   | Halswell United     |
| 2001   | Halswell United     |
| 2002   | Ferrymead Bays      |
| 2003   | Nomads United       |
| 2004   | Nelson Suburbs      |
| 2005   | Nelson Suburbs      |
| 2006   | Ferrymead Bays      |
| 2007   | Nomads United       |
| 2008   | Nelson Suburbs      |
| 2009   | Woolston Technical  |
| 2010   | Woolston Technical  |
| 2011   | Ferrymead Bays      |
| 2012   | Ferrymead Bays      |
| 2013   | Cashmere Technical  |
| 2014   | Cashmere Technical  |
| 2015   | Cashmere Technical  |
| 2016   | Cashmere Technical  |
| 2017   | Ferrymead Bays      |
| 2018   | Cashmere Technical  |
| 2019   | Cashmere Technical  |
| 2020   | Cashmere Technical  |
| 2021   | Cashmere Technical  |
| 2022   | FC Twenty 11        |
| 2023   | Universities AFC    |

## Ewige Rangliste
| Platz | Team                | Meisterschaften | Spielzeiten                                                                         |
| ----- | ------------------- | --------------- | ----------------------------------------------------------------------------------- |
| 1     | Cashmere Technical  | 10              | 2009, 2010 (als Woolston Technical), 2013, 2014, 2015, 2016, 2018, 2019, 2020, 2021 |
| 2     | Ferrymead Bays      | 5               | 2002, 2006, 2011, 2012, 2017                                                        |
| 3     | Halswell United     | 3               | 1999, 2000, 2001                                                                    |
| 3     | Nelson Suburbs      | 3               | 2004, 2005, 2008                                                                    |
| 5     | Nomads United       | 2               | 2003, 2007                                                                          |
| 6     | Christchurch United | 1               | 1998                                                                                |
| 6     | FC Twenty 11        | 1               | 2022                                                                                |
| 6     | Universities AFC    | 1               | 2023                                                                                |